# 보성전문학교
보성전문학교(普成專門學校)는 1905년 이용익(李容翊)이 교육구국의 이념으로 인재를 양성하기 위해 창설한 학교로, 고려대학교의 전신이다.  이용익이 보성전문학교를 세운 것은 그가 일본에 납치되었다가 귀국한 이듬해인데, 그는 체류 중에 일본의 개화문물을 접하고 귀국할 때에는 다수의 도서와 인쇄기를 구입해 왔다. 이것은 우리나라에 신교육기관을 창설하려는 의도였다. 보성학원(보성전문학교, 보성중학교, 보성소학교)의 부속으로 설치한 편집소 보성관(普成館), 인쇄소 보성사(普成社)의 출판물들은 민족계몽에 기여하기도 하였다. 3·1운동 때 독립선언문을 인쇄한 곳은 이 보성사에서였다.

## 역사
1910년 12월 보성전문학교는 천도교에 인수되었다.
일제 총독부는 1915년 3월 사립학교 규칙과 동시에 전문학교 규칙도 아울러 공포하게 되었는데, 1915년 4월 1일부터 시행된 전문학교 규칙에는 “본령에 의하여 설치하는 전문학교가 아니면 전문학교라 칭할 수 없다.”고 하였다. 이에 따라 보성전문학교의 격하된 교명은 보성법률상업학교였다.
하지만 1920년 2월에 교장으로 취임한 고원훈(高元勳)이 부당성을 지적하며 총독부 당국에 전문학교로의 승격을 거듭 타진하는 한편, 법조계의 김병로(金炳魯) 등이 재단법인 기성회를 조직하여 널리 사회 독지가들에게 호소하기 시작하였다.
이에 서울을 비롯한 전라도·경상도·경기도·황해도 등의 사회 인사 58명이 각각 1,000원에서부터 3만 원에 이르는 출연(出捐)을 해 주어, 그 총액이 43만 3,000원에 달하였다. 이리하여 1921년 11월 28일자로 총독부에 재단법인 설립허가신청서를 제출하였고 1921년 12월 28일자로 보성전문학교라는 교명을 다시 찾게 되었다. 
1922년에는 일제의 조선교육령에 의한 전문학교(법과·상과)로 개편하였으나, 그 이후 총독부의 지나친 간섭과 물가의 변동, 재단 경영의 부진 등으로 1932년에 김성수(金性洙)가 경영권을 인수했다. 해방 후 1946년 4년제 종합대학으로 승격하며 고려대학교로 개칭했다.

## 같이 보기
- 고려대학교
- 보성전문학교 육상단
- 보성전문학교 정구단